# Caatiba
Caatiba là một đô thị thuộc bang Bahia, Brasil. Đô thị này có diện tích 655,581 km², dân số năm 2007 là 10367 người, mật độ 15,07 người/km².